# Drarry
Drarry, también conocido como H/D, Guns 'n' Handcuffs, Harco, Draco x Harry y Harry x Draco es una pareja popular o ship en la ficción slash entre Draco Malfoy y Harry Potter de la franquicia Harry Potter. A la fecha, existen más de 69.500 obras escritas sobre esta pareja publicadas en el sitio web Archive of Our Own.

## Contexto e historia
Harry Potter y Draco Malfoy aparecieron por primera vez en el primer libro de la serie de libros de Harry Potter, Harry Potter y la piedra filosofal. Harry Potter es el principal protagonista de la serie y Draco Malfoy es un importante antagonista en la serie. Ambos personajes aparecen en los siete libros y en las ocho películas. Harry es un joven mago que sobrevivió a la maldición asesina de Lord Voldemort y Draco es el hijo del mortífago Lucius Malfoy, vasallo de Voldemort. En los libros, Harry conoce a Draco por primera vez en la tienda de túnicas de Madame Malkin mientras que en las películas, Harry conoce a Draco en Hogwarts, el primer día de clases.
Se cree que la primera historia de Drarry publicada en línea fue The Kiss of Life de Jack F., publicada en el foro de discusión de Yahoo HpSlash el 18 de junio de 2000. Un hilo en línea sobre el ship de Drarry comenzó en el foro SCUSA del archivo de fanfiction de Harry Potter FictionAlley en diciembre de 2001, donde se popularizó el nombre alternativo «Guns 'n' Handcuffs» (en español: Armas y Esposas). Esta pareja ficticia fue considerada la más popular en la categoría de slash y la segunda más popular en general en ese foro.

## Análisis
Muchos fans de la franquicia han escrito fanfiction en los que Draco y Harry mantienen una relación homosexual y experimentan atracción homosexual el uno por el otro. En diversas historias, el viaje emocional y la transformación de Draco se representan a través de su relación con Harry. Estos fanfiction suelen mantenerse fieles a los personajes y tramas originales de la franquicia, mientras añaden nuevos elementos y momentos románticos entre Harry y Draco. Los shippers (personas que escriben, leen o disfrutan del ship) han señalado que el subtexto promueve este ship, aunque muy pocos han confiado en que alguna vez pudiera convertirse en canon. A la fecha, la historia de fanfiction Drarry con más vistas en Archive of Our Own es Lily's Boy del usuario SomewheresSword, que cuenta con más de 4.000.000 de visitas.

## Reacciones
Durante una entrevista exclusiva con AOL en su segmento 'In The Know', Tom Felton, quien interpretó a Draco Malfoy en la serie de películas, afirmó que apoyaba el Drarry, declarando: «Creo que era un hecho evidente. Harry estaba enamorado de Draco. No podía ocultarlo». Según Elite Daily, Daniel Radcliffe, quien interpretó a Harry Potter, afirmó que había leído algunos fanfiction Drarry, diciendo: «Obviamente estoy al tanto de que hay mucho shippeo de Harry y Draco como personajes juntos, así que he leído algo de eso».